# خودروی گازسوز

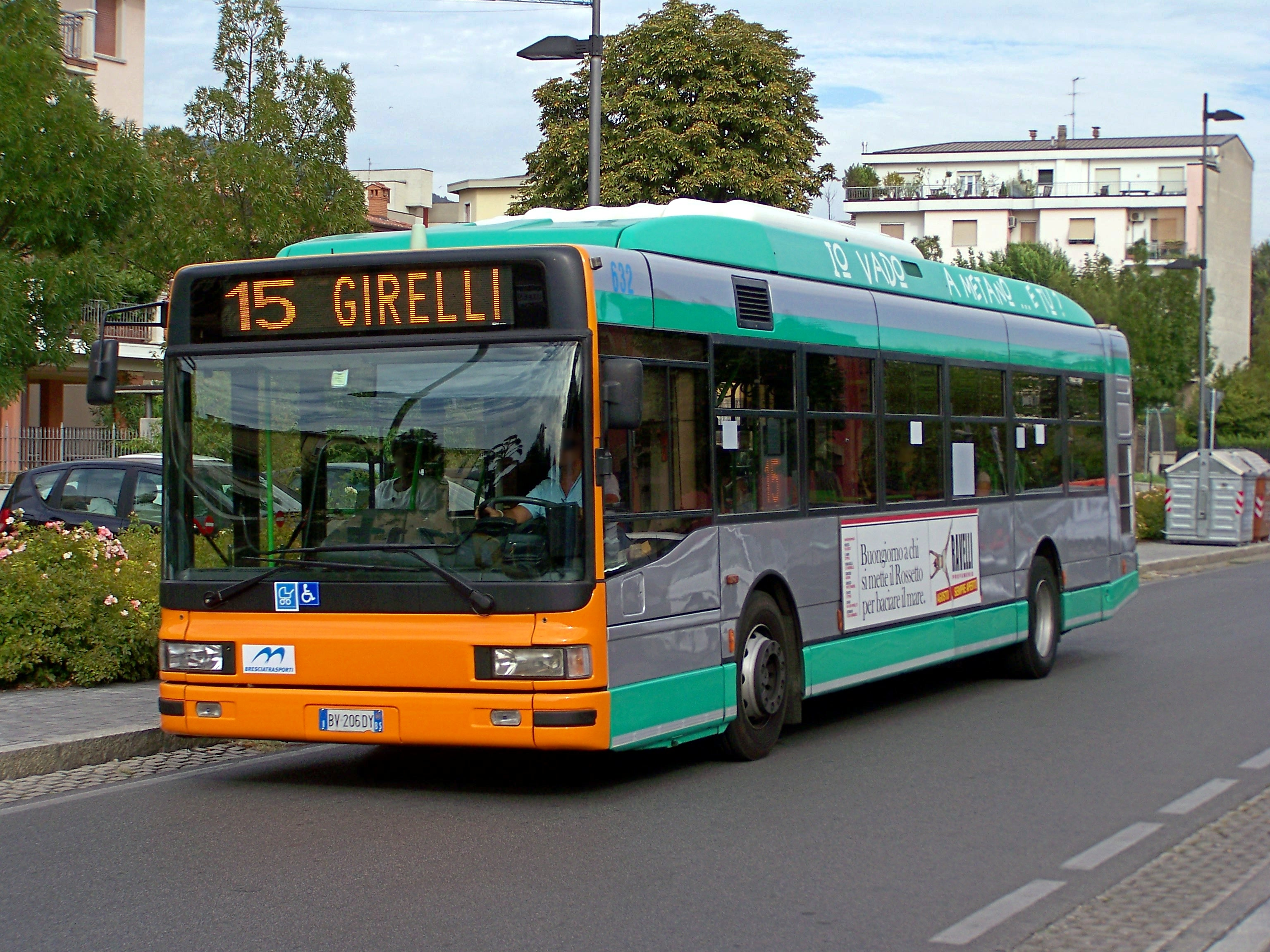
یک اتوبوس با سوخت CNG در ایتالیا.

خودروی گازسوز (به انگلیسی: Natural gas vehicle) خودرویی با سوخت جایگزین است که از گاز طبیعی فشرده (CNG) یا گاز طبیعی مایع شده (LNG) استفاده می‌کند. نباید خودروهای گازسوز با خودروهایی که از گاز نفت مایع شده (LPG) استفاده می‌کنند، اشتباه گرفته شوند. خواص و ترکیب شیمیایی LPG که عمدتاً از پروپان تشکیل شده‌است، با CNG و LNG کاملاً تفاوت دارد. وسایل نقلیه مجهز به CNG ایمن تر از خودروهای بنزینی تلقی می‌شوند.
در خودروهای گازسوز، انرژی مورد نیاز، از طریق احتراق عمدتاً گاز متان (CH4) با اکسیژن (O2) موجود در هوا، در داخل موتور احتراق داخلی و تبدیل آن به دی‌اکسید کربن (CO2) و بخار آب (H2O) تأمین می‌شود.

متان تمیزترین هیدروکربن قابل احتراق است و بسیاری از ناخالصی‌های موجود در گاز طبیعی در مبدأ از آن حذف می‌شوند. موتورهای بنزینی موجود را به راحتی می‌توان برای کار با CNG یا LNG تغییر داد و این موتورها می‌توانند اختصاصی برای گاز بوده (فقط با گاز کار کنند) یا دوگانه سوز باشند (هم با بنزین و هم با گاز کار کنند). موتورهای دیزلی کامیون های سنگین و اتوبوس ها نیز قابل تبدیل هستند و می‌توان با اضافه کردن هدهای جدید دارای سیستم‌های احتراق جرقه ای، سفارشی سازی شوند، یا می‌توانند با ترکیبی از گازوئیل و گاز طبیعی کار کنند، که سوخت اصلی آن گاز طبیعی بوده و مقدار کمی از گازوئیل به عنوان منبع اشتعال استفاده شود. همچنین می‌توان در یک توربین گازی کوچک انرژی تولید کرد و موتور یا توربین گازی را با یک باتری برقی کوچک جفت کرد تا وسیله نقلیه ای با موتور الکتریکی هیبریدی ایجاد کرد. 

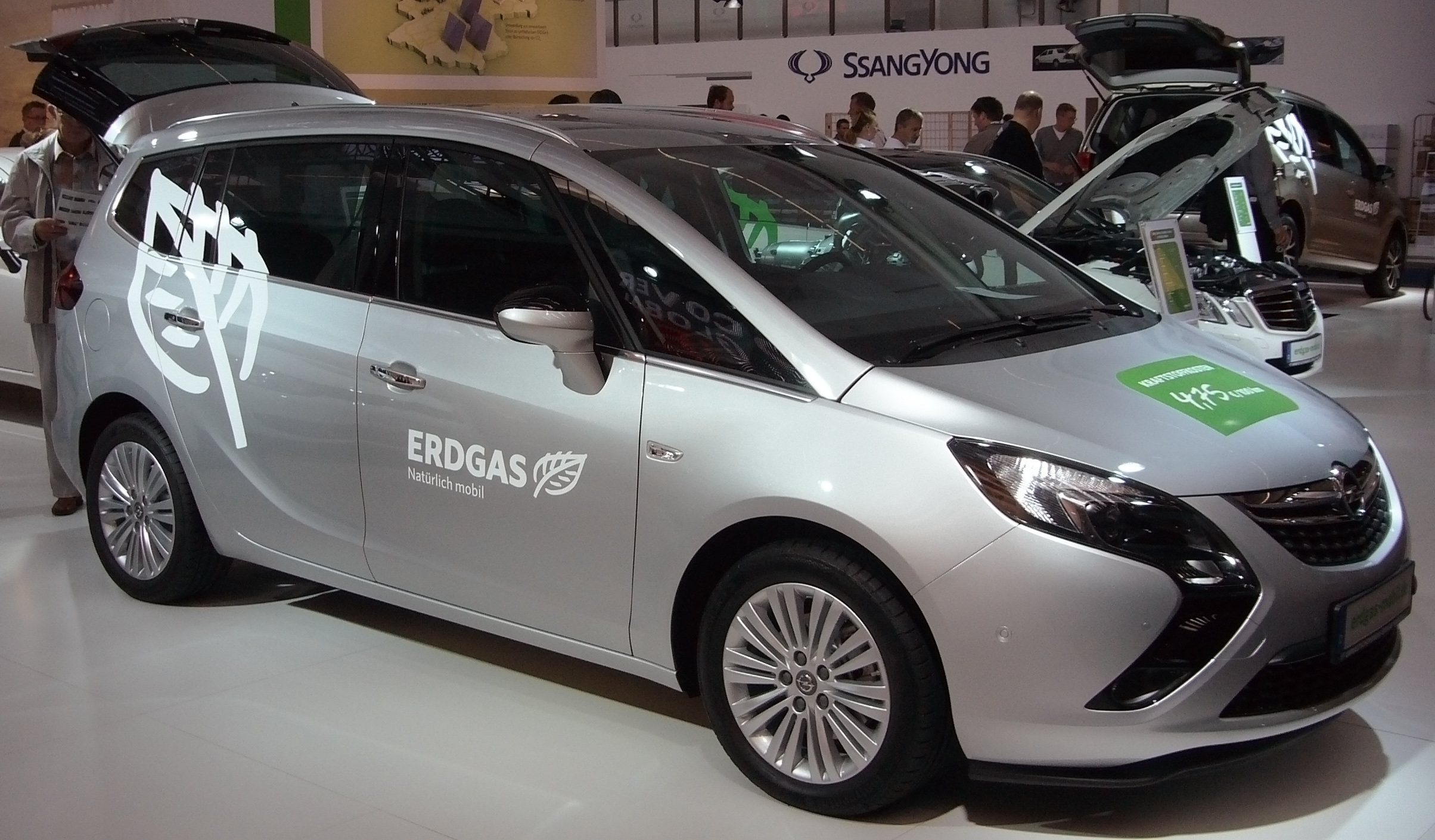
خودروی اوپل زفیرا با موتور CNG در نمایشگاه بین‌المللی خودروی آلمان در سال ۲۰۱۱.

در سال ۲۰۱۹، نزدیک به ۲۸ میلیون خودروی گازسوز در سراسر جهان در حال تردد بودند. در سال ۲۰۱۶، هدایت بازار به ترتیب در دست چین (با ۵ میلیون خودروی گازسوز)، ایران (۴ میلیون)، هند (۳ میلیون)، پاکستان (۳ میلیون)، آرژانتین (۳ میلیون)، برزیل (۱٫۸ میلیون) و ایتالیا (۱ میلیون) بوده‌است.

## بررسی اجمالی

### زیر ساخت‌ها
ایستگاه‌های سوخت خودروهای گازسوز را می‌توان در هر مکانی که خطوط گاز طبیعی وجود دارد، قرار داد. کمپرسورها (CNG) یا کارخانجات تقطیر (LNG) معمولاً در مقیاس بزرگ ساخته می‌شوند اما سوخت‌گیری CNG با ایستگاه‌های کوچک امکان‌پذیر است.

### مزایا

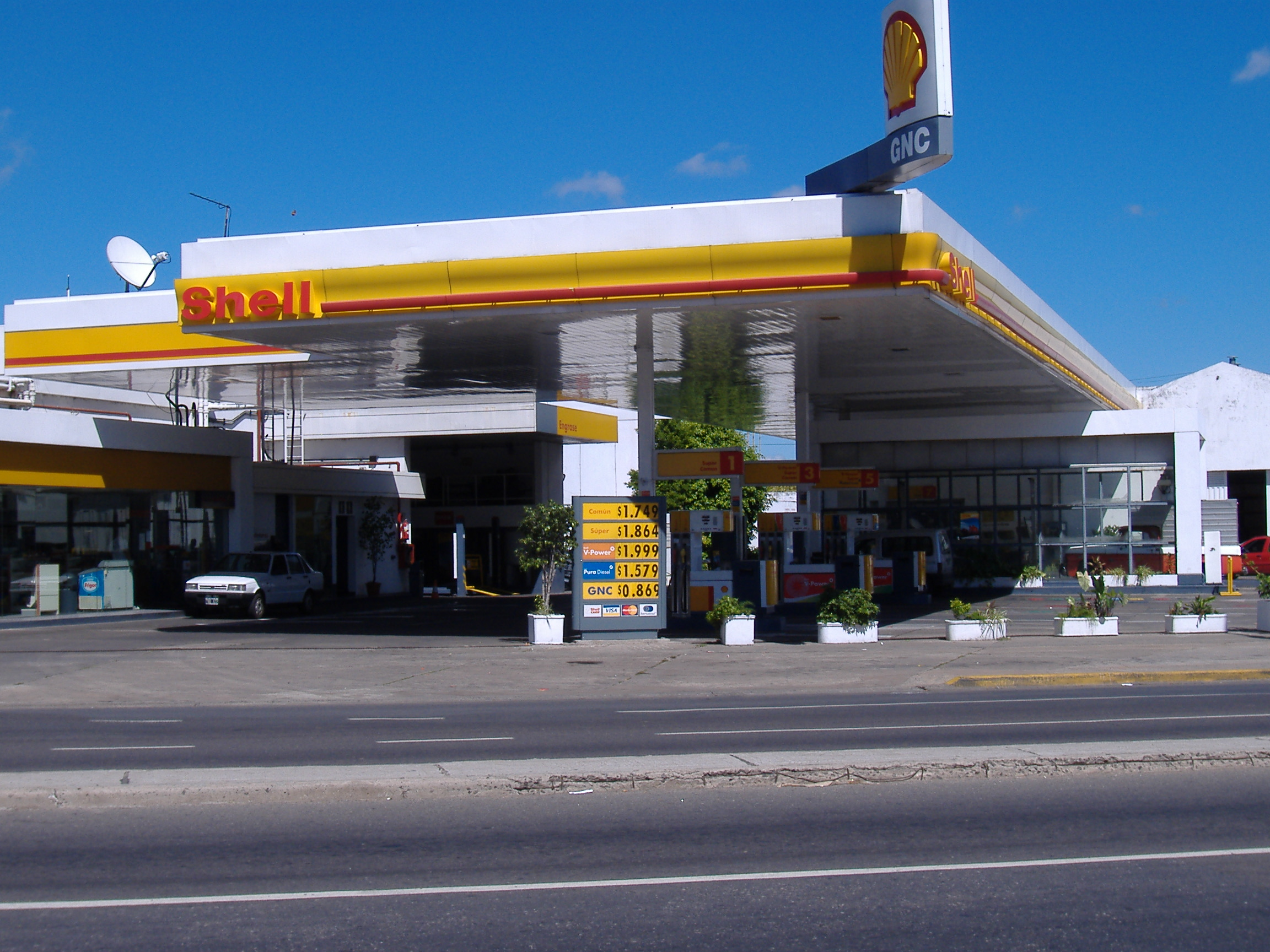
یک ایستگاه گاز متعلق به شرکت نفت شِل در آرژانتین.

CNG را می‌توان تولید کرد و آن را به صورت توده ای ذخیره کرد یا توسط خطوط انتقال آن را به راحتی منتقل کرد. همچنین می‌توان آن را با بیومتان مخلوط کرد، که خود از بیوگاز گرفته می‌شود. بیوگاز را می‌توان با دفن زباله‌ها و هضم بی‌هوازی آنها تولید کرد. این کار می‌تواند مشکل سوخت وسایل نقلیه را حل کند بدون اینکه غلظت کربن موجود در اتمسفر را افزایش دهد. این کار همچنین به خودروهایی که با سوخت‌های فسیلی تجدیدناپذیر کار می‌کنند و سطوح آلایندگی آنها بیشتر از حدود مجاز است، اجازه می‌دهد تا باز هم مورد استفاده قرار بگیرند.
یک مزیت اساسی استفاده از گاز طبیعی، اساساً وجود بیشتر زیرساخت‌ها و زنجیره تأمین آن است که برای هیدروژن وجود ندارد و قابل تعویض با آن نیز نیست. متان امروزه بیشتر از منابع تجدید ناپذیر تأمین می‌شود اما می‌تواند از منابع تجدید پذیر تأمین یا تولید شود. در بسیاری از بازارها، به ویژه قاره آمریکا، گاز طبیعی نسبت به سایر سوخت‌های فسیلی مانند بنزین، گازوئیل یا زغال سنگ با تخفیف بالایی خرید و فروش می‌شود، یا در واقع یک محصول جانبی با ارزش کمتر است که با تولید سایر سوخت‌های فسیلی، دفع می‌شود. همچنین بسیاری از کشورها به دلیل مزایای زیست‌محیطی خودروهای گازسوز، مشوق‌های مالیاتی برای وسایل نقلیه گازسوز فراهم می‌کنند. کاهش هزینه‌های استفاده و مشوق‌های دولتی خودروهای گازسوز که به منظور کاهش آلودگی هوای ناشی از وسایل نقلیه سنگین در نظر گرفته می‌شوند، باعث گسترش استفاده از خودروهای گازسوزی مانند کامیون‌ها و اتوبوس‌ها در مناطق شهری شده‌است.

### چالش‌ها
با وجود مزایای آن، استفاده از وسایل نقلیه گاز طبیعی با محدودیت‌های زیادی روبرو است، از جمله ذخیره سوخت و زیرساخت‌های موجود برای تحویل و توزیع در جایگاه‌های سوخت. CNG باید در سیلندرهای فشار بالا (فشار کاری ۲۱۰ تا ۲۵۰ بار) و LNG باید در سیلندرهای کرایوژنیک (منفی ۱۲۹ تا منفی ۱۶۲ درجه سلسیوس) ذخیره شود. این سیلندرها فضای بیشتری نسبت به مخازن بنزین یا گازوئیل اشغال می‌کنند که می‌توانند به صورت پیچیده قالب ریزی شوند تا سوخت بیشتری ذخیره کرده و فضای کمتری را در خودرو اِشغال کنند. مخازن CNG معمولاً در صندوق عقب یا قسمت باربری وانت‌ها قرار دارند و باعث می‌شوند فضای موجود برای سایر بارها کاهش یابد. با نصب مخازن در زیر بدنه وسیله نقلیه، یا روی سقف (معمولا برای اتوبوس‌ها) و آزاد گذاشتن مناطق بار، می‌توان این مشکل را حل کرد. همانند سایر سوخت‌های جایگزین، موانع دیگر استفاده گسترده از خودروهای گازسوز می‌تواند توزیع گاز طبیعی به ایستگاه‌های سوخت رسانی و همچنین تعداد کم ایستگاه‌های CNG و LNG باشد.

### گسترش
منطقه آسیا و اقیانوسیه با ۲۰٫۵ میلیون وسیله نقلیه گازسوز در جهان پیشتاز است و پس از آن آمریکای لاتین با ۵٫۵ میلیون دستگاه قرار دارد. در سال ۲۰۱۶، ایالات متحده آمریکا، ناوگانی متشکل از ۱۶۰٬۰۰۰ وسیله نقلیه گازسوز، از جمله ۳٬۱۷۶ وسیله نقلیه با سوخت LNG داشت. دیگر کشورهایی که اتوبوس‌های مجهز به گاز طبیعی در آنها محبوب هستند، هند، استرالیا، آرژانتین، آلمان و یونان هستند. درکشورهای عضو سازمان همکاری و توسعه اقتصادی بیش از ۵۰۰ هزار خودروی گازسوز با سوخت CNG وجود دارد.

### وسایل نقلیه

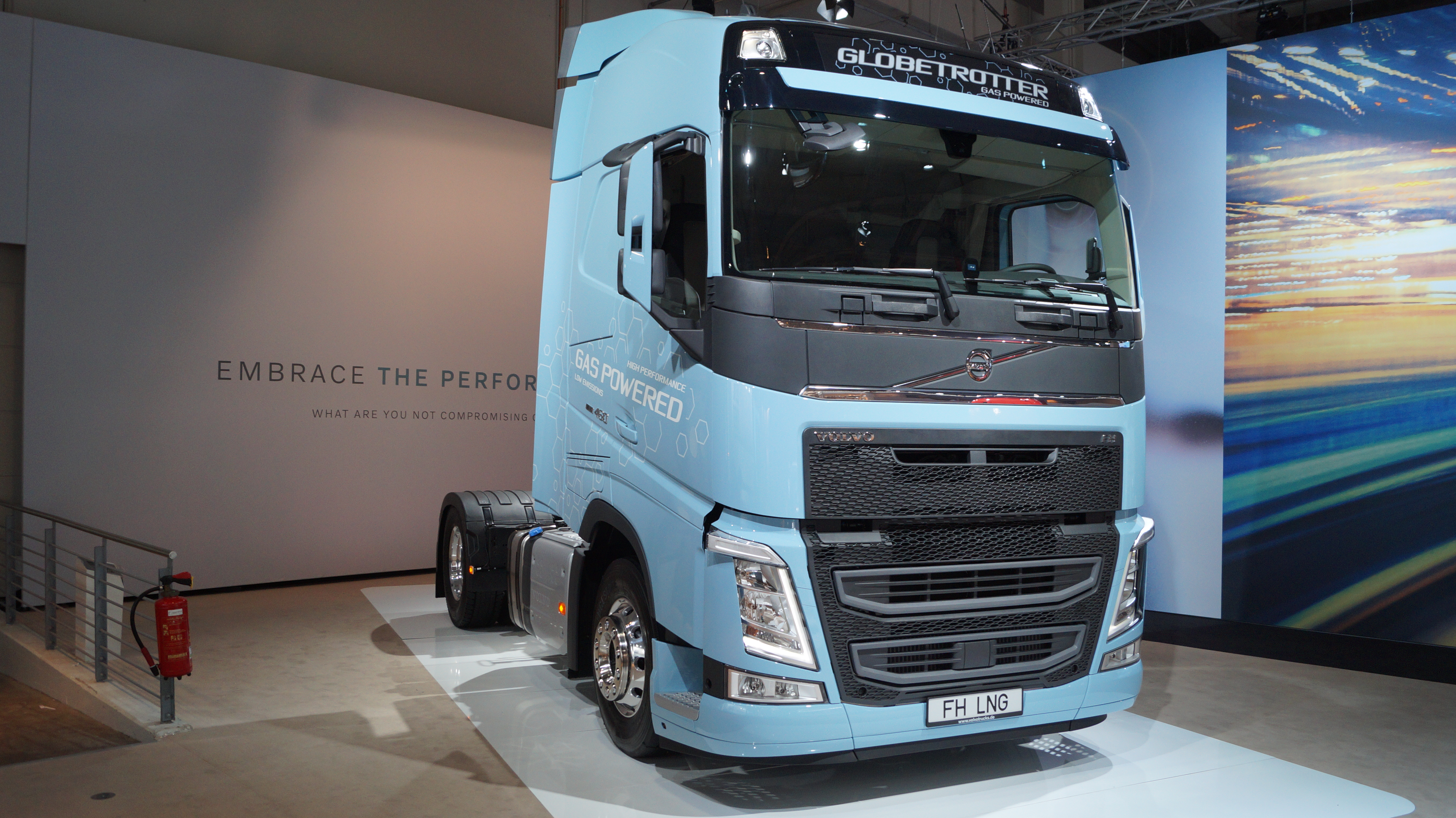
خودروی ولوو FH460 که با سوخت LNG کار می‌کند.

تعداد بیشتری از وسایل نقلیه در سراسر جهان برای کار با CNG توسط خودروسازان بزرگ تولید می‌شوند. تا همین اواخر، هوندا سیویک GX تنها خودروی گازسوز موجود در بازار آمریکا بود. اخیراً، فورد، جنرال موتورز و رم تراکس خودروهایی گازسوز معرفی کرده‌اند. در سال ۲۰۰۶، شرکت FIAT شعبه برزیل، Fiat Siena Tetra fuel را معرفی کرد، که ماشینی چهار سوخته می‌باشد و با گاز طبیعی (CNG) نیز کار می‌کند.